# Davide Dieli
Davide "1/2 Gancio" Dieli (Roma, 18 luglio 1979) è un pugile italiano, campione italiano e dell'Unione Europea nella categoria pesi piuma.

## Carriera
Cresciuto pugilisticamente sotto la guida di Carlo Maggi, è allenato fino al 2014 dai Maestri Eugenio Agnuzzi, Roberto D'Elia e Valerio Monti e dal 2015 solo da Valerio Monti.
Nel 2010 ha conquistato per la prima volta il titolo italiano contro Morra.
Nella prima difesa del titolo, ha sfidato l'ex campione d'Italia e d'Europa Alberto Servidei, perdendo l'incontro ai punti. Ha riconquistato il titolo nel 2011, battendo Simone Califano e confermandosi contro Emiliano Salvini. Queste due prestazioni gli hanno permesso di essere premiato dal comune di Roma come Atleta dell'anno 2011 per il pugilato, insieme ad Emanuele Blandamura.

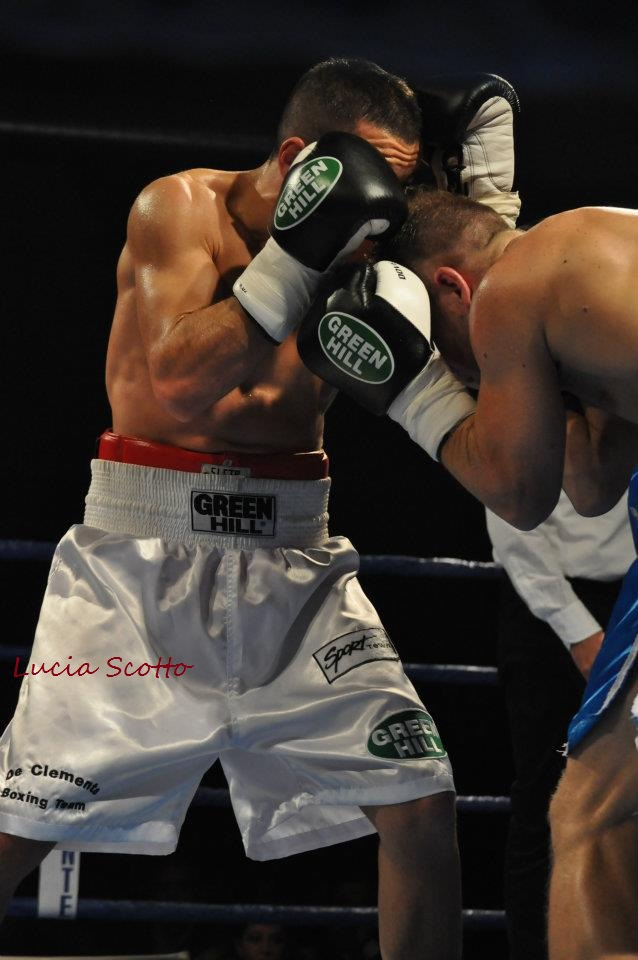
Davide Dieli in combattimento contro Salvini

Il 4 maggio, al Palazzetto dello Sport di Avezzano, Davide Dieli ha conquistato il titolo di campione dell'Unione Europea nella categoria dei pesi piuma vincendo ai punti contro lo spagnolo Zebenzui Garcia.
Il 9 novembre 2012 Dieli prova a difendere il Titolo dell'Unione Europea dall'assalto del pugile francese Sofiane Takoucht (già ex-campione Europeo di categoria) ma viene sconfitto ai punti.
L'8 febbraio 2013 ha battuto ai punti Luigi Mantegna ad Isola del Liri.
Il 21 giugno 2013 Dieli avrebbe dovuto affrontare a Charleroi, in Belgio, il georgiano naturalizzato belga Alex Miskirtchian, con in palio il Titolo Europeo dei Pesi Piuma, ma un infortunio al pugile georgiano ha fatto slittare l'incontro.
Dopo due match interlocutori Dieli viene nominato sfidante ufficiale al vacante titolo d'europa dei pesi piuma. Il 4 ottobre viene sconfittò a Leeds dal britannico Josh Warrington, che mantiene così il titolo.